# Камерная капелла «Русская консерватория»
Камерная капелла «Русская консерватория» — музыкальный коллектив, состоящий из солистов, камерного хора и камерного оркестра, основанный Николаем Хондзинским.

## История
В 2008 году Николаю Хондзинскому, студенту МГК им. П. И. Чайковского, лондонская фирма Toccata Classics предложила осуществить запись всех хоровых сочинений В. Я. Шебалина. Первая работа получила высокую оценку критиков. В 2009 году вокруг хора сформировался состав первоклассных инструменталистов, в который вошли музыканты из России и других стран (концертмейстер и солистка Аяко Танабэ из Японии). Отечественная и западная, старинная и современная музыка, культурное наследие христианской Европы — основа репертуара коллектива, снискавшего за годы активной деятельности репутацию первооткрывателя незаслуженно забытых шедевров отечественной музыки XX столетия и неизвестных в России памятников европейского музыкального барокко.
Среди мировых и российских премьер, проведённых капеллой под руководством Хондзинского:
- Я. Д. Зеленка — первое исполнение Gloria, для солистов хора и оркестра (Театральный зал ММДМ, 2010 г.);
- первое исполнение в России Miserere ZWV 57 для солистов хора и оркестра (Евангелически-лютеранский собор Петра и Павла, 2009г.);
- первое исполнение в России Miserere ZWV 56 для солистов хора и оркестра (Кафедральный собор Непорочного зачатия Пресвятой Девы, 2011 г.);
- первое исполнение Kyrie, Sanctus, Agnus Dei, для хора и оркестра (Кафедральный собор Непорочного зачатия Пресвятой Девы, 2012 г.);
- первое исполнение в России практически всех оркестровых сочинений И. С. Баха — первое исполнение в России ряда духовных кантат, инструментальных сочинений (2009—2014);
- Г. В. Свиридов — первое исполнение хоров из цикла «Песни Безвременья» (Светлановский зал ММДМ, 2012 г.);
- Ю. Б. Абдоков — первое исполнение музыки балета «Осенние молитвы» (Театральный зал ММДМ, 2010 г.);
- первое исполнение поэмы для оркестра «На грани таянья и льда» (Рахманиновский зал МГК им. Чайковского, 2013 г.);
- первое исполнение Элегической поэмы для скрипки соло и струнного оркестра (Малый зал МГК им. Чайковского, 2013 г.);
- первое исполнение Поэмы для оркестра «Птицы под дождём» (Кафедральный собор Непорочного зачатия Пресвятой Девы, 2014 г.);
- ряд сочинений Г. Ф. Генделя, Г. Ф. Телемана, А. Вивальди и др.

По мнению английского рецензента Марка Робертса (W. Mark Roberts, DSCH Journal), записи, сделанные «Русской консерваторией» под руководством Николая Хондзинского, «вряд ли кто-то сможет превзойти по качеству в обозримом будущем». Не менее высокую оценку мастерству Николая Хондзинского дал Народный артист России Карэн Хачатурян, назвав его дирижёрскую работу «блистательной», а самого маэстро — «одним из самых ярких и талантливых музыкантов нового поколения».
Многократно отмечены критиками мастерство, творческая страстность, стилистическая точность, богатство тембровой палитры коллектива.

## Дискография
- В. Я. Шебалин: первая запись всех хоровых циклов Toccata Classics[1], London 2008/2011 г.
- Б. А. Чайковский: «Сказки Андерсена» Naxos[10], London 2009 г.
- Д. Д. Шостакович: первая запись «Песен фронтовых дорог» Toccata Classics[1], London 2010/2011 г.
- Г. В. Свиридов: первые записи сочинений для хора в сопровождении инструментального ансамбля: поэма «Лапотный мужик» и др. (готовится к изданию).
- Ю. Б. Абдоков: первая запись оркестровых сочинений (поэмы «На грани таянья и льда», «Осенние молитвы», «Птицы под дождём» и др.) (готовится к изданию).